# Trípoli (província)
Trípoli (em árabe: طرابلس; romaniz.: Tarabulus) foi uma província da Líbia. Criada em 1963, segundo registro desse ano havia 735 083 residentes e compreendia o território de Azizia e Trípoli. Em 1973, havia 707 438 residentes. Foi substituída pelo distrito de Trípoli.